# Samuele Perisan
Samuele Perisan (San Vito al Tagliamento, 21 agosto 1997) è un calciatore italiano, portiere dell'Empoli.

## Biografia
Nato a San Vito al Tagliamento, nei pressi di Pordenone, Perisan è particolarmente legato alle sue origini: un fattore che spesso ha influito sulle sue scelte di carriera, dato che ha giocato principalmente in squadre del Triveneto.
Ha iniziato a giocare a calcio da bambino, insieme ai suoi due fratelli che, relegandolo spesso a giocare in porta, ne hanno indirettamente segnato il destino calcistico.

## Caratteristiche tecniche
Portiere dal fisico imponente e ben strutturato, è stato principalmente ammirato per i suoi riflessi, che gli hanno consentito di effettuare numerosi interventi spettacolari lungo gli anni, e per una buona abilità di impostazione del gioco, specie con il suo piede naturale (il sinistro).
Per le sue caratteristiche, Perisan è stato paragonato a Samir Handanovič (a cui in seguito pure ha dichiarato di ispirarsi), nonché ad altri portieri emersi dal settore giovanile dell'Udinese nel suo stesso periodo, come Simone Scuffet ed Alex Meret.

## Carriera

### Club

#### Gli inizi all'Udinese
Perisan ha iniziato la propria carriera nel 2007, a dieci anni, quando è entrato a far parte del settore giovanile dell'Udinese: si è dunque affermato nelle varie formazioni del vivaio bianconero, fino a diventare titolare della Primavera. Grazie ai suoi progressi, il portiere ha ricevuto le prime convocazioni in prima squadra da parte dell'allenatore Andrea Stramaccioni nel 2015, partecipando anche alle trasferte di Serie A a Verona (il 3 maggio) e Cagliari (il 31 maggio). Poi, nel gennaio del 2016, ha firmato insieme al compagno di squadra Simone Pontisso il suo primo contratto da professionista, che lo ha legato alla società friulana fino al 2020.
A partire dalla stagione 2016-2017, Perisan è stato ufficialmente aggregato alla prima squadra dell'Udinese, diventando terzo portiere della rosa dietro a Orestīs Karnezīs e Simone Scuffet. Tuttavia, lungo l'annata non ha disputato nemmeno una partita in maglia bianconera.

#### I prestiti: Triestina, Arezzo e Padova
Nell'estate del 2017, Perisan ha cominciato la sua prime vera esperienza da professionista, venendo ceduto in prestito alla Triestina, appena ritornata in Serie C. Ha quindi fatto il suo esordio per gli alabardati e nel calcio professionistico il 20 agosto seguente, giocando da titolare l'incontro perso per 1-0 contro il Südtirol, valido per la fase a gironi della Coppa Italia di categoria. È seguito a breve distanza il debutto in campionato (nel girone B), avvenuto il 3 settembre, in cui Perisan ha difeso i pali della Triestina nell'1-1 in casa contro la Reggiana. Partito inizialmente da titolare, il portiere ha poi perso il posto a favore di Pierpaolo Boccanera, senza più recuperarlo.
Di conseguenza, nel gennaio del 2018 l'Udinese ha richiamato anticipatamente Perisan dal prestito, cedendolo subito con la stessa formula all'Arezzo, sempre in Serie C (ma nel girone A), dove il portiere ha ritrovato anche il preparatore Diego Del Piccolo, a cui era rimasto molto legato. Dopo aver debuttato con la sua nuova squadra il 21 gennaio seguente, nella sconfitta per 1-0 in casa della Pistoiese, Perisan ha riconquistato la titolarità e ha contribuito alla rocambolesca salvezza dei toscani, conquistata all'ultima giornata nonostante una stagione difficile e condizionata da una penalizzazione di ben 13 punti per inadempienze economiche.
Dopo aver attratto interessi anche da squadre di Serie A e dall'Inghilterra, nell'estate del 2018 Perisan è stato nuovamente girato in prestito, questa volta al Padova, neopromosso in Serie B. Qui, però, il suo impiego è stato fortemente limitato dalla presenza del titolare designato, Davide Merelli, e si è dunque ridotto a cinque presenze, la prima delle quali collezionata il 3 novembre 2018, nel pareggio a reti inviolate in casa contro il Cittadella. Anche per questo motivo, il 16 gennaio del 2019 è stata annunciata la risoluzione consensuale del prestito fra la società biancoscudata e il portiere, che ha quindi fatto ritorno a Udine.

#### Il ritorno all'Udinese e la ripartenza da Pordenone
Una volta rientrato all'Udinese, Perisan ha rivestito ancora il ruolo di terzo portiere, dietro al titolare Juan Musso e a Nícolas: una gerarchia che è rimasta praticamente immutata lungo entrambe le stagioni 2018-2019 e 2019-2020, con Perisan che, a differenza dei suoi due colleghi, non ha collezionato alcuna presenza ufficiale con i friulani né in campionato, né in Coppa Italia.
Il 5 ottobre del 2020, è stato annunciato il trasferimento gratuito e a titolo definitivo di Perisan al Pordenone, in Serie B, con la firma di un contratto triennale. Lo stesso giorno, il portiere ha salutato ufficialmente la società bianconera dopo 13 anni, pubblicando una lettera di ringraziamento sul suo profilo Instagram. Pordenonese di nascita (essendo nato nel comune di San Vito al Tagliamento), il portiere è così diventato uno dei pochi membri "di casa" della rosa, assieme al centrocampista Luca Magnino e ai giovani Passador, Secli e Banse, rientrando nel progetto della dirigenza dei Ramarri di costituire una squadra e una società sempre più radicate nel territorio locale.
Nonostante non avesse giocato una partita ufficiale dal dicembre del 2018, Perisan è stato subito promosso titolare dall'allenatore Attilio Tesser, esordendo con la formazione nero-verde il 17 ottobre 2020, nel rocambolesco pareggio per 3-3 contro la SPAL.
Nel corso del campionato, il friulano si è rivelato a sorpresa uno dei portieri dal rendimento più costante della categoria, nonché uno dei giocatori più convincenti dei Ramarri. In particolare, uno dei momenti migliori della squadra è corrisposto ad un suo picco di forma: dal 30 dicembre 2020 al 30 gennaio 2021, Perisan è rimasto imbattuto per 276 minuti (record personale e per il Pordenone), aiutando la propria squadra a collezionare cinque risultati utili di fila, di cui tre vittorie e due pareggi, prima di subire il gol di Massimo Coda nell'ultima di quelle sfide, un pareggio per 1-1 contro il Lecce.
Per le sue prestazioni, nel febbraio del 2021 Perisan ha ricevuto il premio di "Giocatore del Mese" della Serie B, assegnato dall'Associazione Italiana Calciatori e dalla rivista L'Ultimo Uomo. Tuttavia, nei mesi successivi il Pordenone è andato incontro ad un crollo di rendimento, che li ha portati dalla zona play-off fino alla zona play-out: alla fine, i nero-verdi hanno concluso il campionato al quindicesimo posto, con dieci punti di vantaggio sulla zona retrocessione. Lungo la stagione, Perisan ha comunque mantenuto la propria porta inviolata in 13 delle 35 partite disputate: anche per questo motivo, a fine annata il portiere ha esteso il proprio contratto con il Pordenone per un altro anno, fino al 2024.

#### Empoli
Il 23 giugno 2022 firma un contratto triennale con l'Empoli. Proprio con i toscani fa il suo esordio in massima serie, giocando da titolare la gara persa per 2-1 contro il Monza del 4 marzo 2023, a causa dell'indisponibilità di Vicario. Gioca in tutto 7 partite e si rende protagonista di ottime prestazioni.

#### Sampdoria
Il 30 gennaio 2025 ritorna in Serie B, venendo acquistato in prestito dalla Sampdoria.

### Nazionale
Perisan ha rappresentato l'Italia a livello giovanile, giocando nelle nazionali Under-18 e Under-20.
Nel maggio del 2017, è stato convocato dall'allenatore della nazionale Under-20 Alberico Evani nella rosa che avrebbe preso parte ai Mondiali di categoria in Corea del Sud. Pur da riserva di Andrea Zaccagno e Alessandro Plizzari e senza mai scendere in campo, partecipa così all'ottimo torneo degli Azzurrini, che ottengono il loro miglior piazzamento di sempre nel torneo concludendo al terzo posto, dopo aver vinto ai rigori lo spareggio con l'Uruguay.

## Statistiche

### Presenze e reti nei club
Statistiche aggiornate al 1º febbraio 2025.
| Stagione         | Squadra          | Campionato       | Campionato | Campionato | Coppe nazionali | Coppe nazionali | Coppe nazionali | Coppe continentali | Coppe continentali | Coppe continentali | Altre coppe | Altre coppe | Altre coppe | Totale | Totale |
| Stagione         | Squadra          | Comp             | Pres       | Reti       | Comp            | Pres            | Reti            | Comp               | Pres               | Reti               | Comp        | Pres        | Reti        | Pres   | Reti   |
| ---------------- | ---------------- | ---------------- | ---------- | ---------- | --------------- | --------------- | --------------- | ------------------ | ------------------ | ------------------ | ----------- | ----------- | ----------- | ------ | ------ |
| 2016-2017        | Udinese          | A                | 0          | 0          | CI              | 0               | 0               | -                  | -                  | -                  | -           | -           | -           | 0      | 0      |
| 2017-gen. 2018   | Triestina        | C                | 5          | -6         | CI+CI-C         | 0+3             | 0 + -6          | -                  | -                  | -                  | -           | -           | -           | 8      | -12    |
| gen.-giu. 2018   | Arezzo           | C                | 12         | -10        | CI+CI-C         | -               | -               | -                  | -                  | -                  | -           | -           | -           | 12     | -10    |
| 2018-gen. 2019   | Padova           | B                | 5          | -8         | CI              | 0               | 0               | -                  | -                  | -                  | -           | -           | -           | 5      | -8     |
| gen.-giu. 2019   | Udinese          | A                | 0          | 0          | CI              | 0               | 0               | -                  | -                  | -                  | -           | -           | -           | 0      | 0      |
| 2019-2020        | Udinese          | A                | 0          | 0          | CI              | 0               | 0               | -                  | -                  | -                  | -           | -           | -           | 0      | 0      |
| Totale Udinese   | Totale Udinese   | Totale Udinese   | 0          | 0          |                 | 0               | 0               |                    | -                  | -                  |             | -           | -           | 0      | 0      |
| 2020-2021        | Pordenone        | B                | 35         | -34        | CI              | 0               | 0               | -                  | -                  | -                  | -           | -           | -           | 35     | -34    |
| 2021-2022        | Pordenone        | B                | 32         | -59        | CI              | 1               | -3              | -                  | -                  | -                  | -           | -           | -           | 33     | -62    |
| Totale Pordenone | Totale Pordenone | Totale Pordenone | 67         | -93        |                 | 1               | -3              |                    | -                  | -                  |             | -           | -           | 68     | -96    |
| 2022-2023        | Empoli           | A                | 7          | -9         | CI              | 0               | 0               | -                  | -                  | -                  | -           | -           | -           | 7      | -9     |
| 2023-2024        | Empoli           | A                | 1          | -2         | CI              | 0               | 0               | -                  | -                  | -                  | -           | -           | -           | 1      | -2     |
| 2024-gen. 2025   | Empoli           | A                | 0          | 0          | CI              | 0               | 0               | -                  | -                  | -                  | -           | -           | -           | 0      | 0      |
| Totale Empoli    | Totale Empoli    | Totale Empoli    | 8          | -11        |                 | 0               | 0               |                    | -                  | -                  |             | -           | -           | 8      | -11    |
| gen.-giu. 2025   | Sampdoria        | B                | 1          | 0          | CI              | -               | -               | -                  | -                  | -                  | -           | -           | -           | 1      | 0      |
| Totale carriera  | Totale carriera  | Totale carriera  | 98         | -128       |                 | 4               | -9              |                    | -                  | -                  |             | -           | -           | 102    | -137   |